# Noordhavenkerk

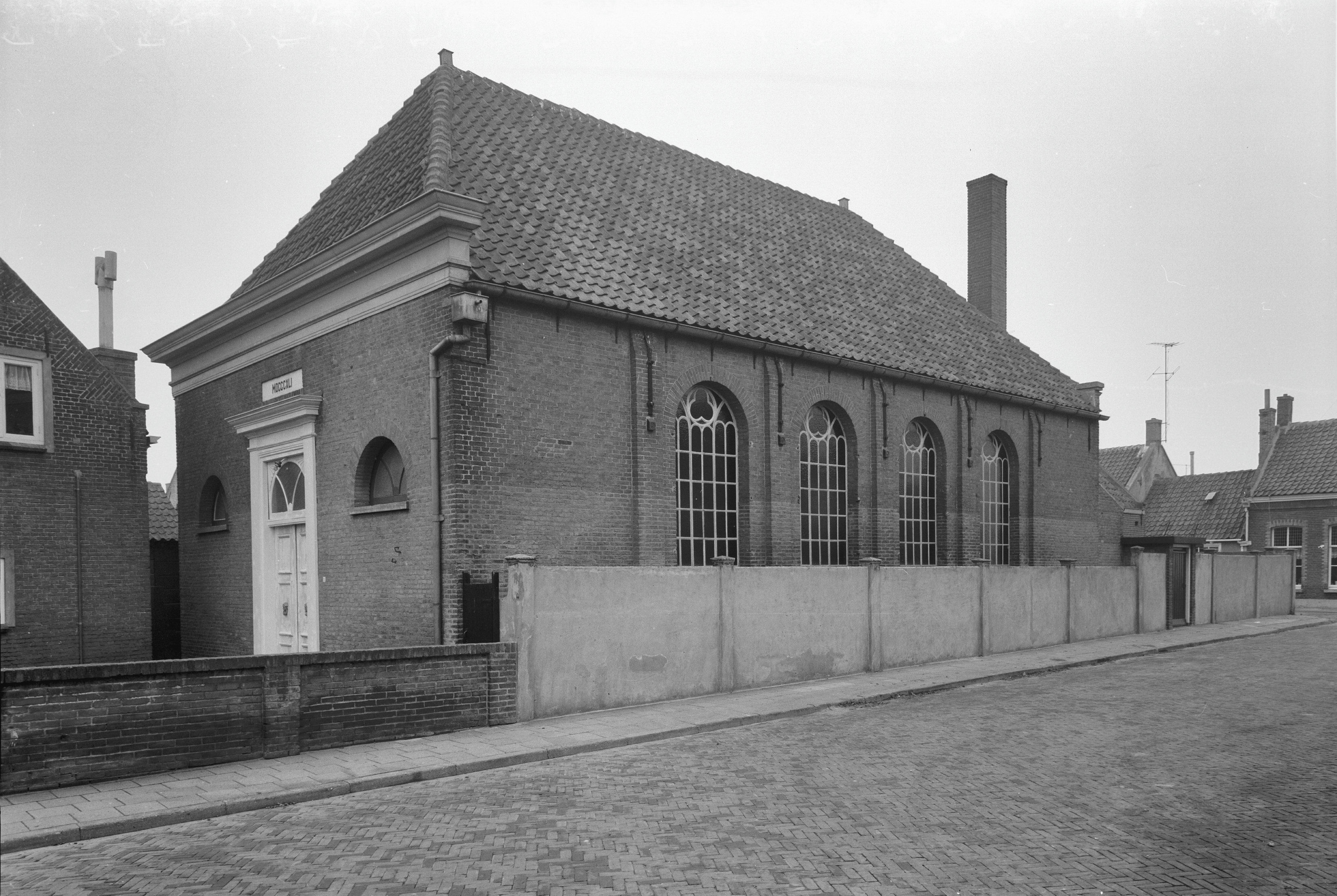
Noordhavenkerk

De Noordhavenkerk is een protestants kerkgebouw in de tot de Noord-Brabantse gemeente Moerdijk behorende plaats Zevenbergen. De kerk is gelegen aan de Noordhaven 2.

## Geschiedenis
Deze kerk werd in 1841 gebouwd in de nasleep van de Afscheiding van 1834, waarbij in 1838 ook in Zevenbergen Afgescheidenen ontstonden. Het was dus in eerste aanleg een gereformeerde kerk. Omdat de Afscheiding aanvankelijk niet de goedkeuring van de gezagsdragers kon wegdragen, werd de kerk een soort schuurkerk.
In 1945 ging de kerk van de Gereformeerde Kerken in Nederland over naar de Gereformeerde Kerken vrijgemaakt, waarop de gereformeerden voortaan in De Ontmoeting zouden gaan kerken. In 2023 ging het Vrijgemaakt kerkgenootschap op in de Nederlandse Gereformeerde Kerken.

## Architectuur
Het is een rechthoekige zaalkerk onder schilddak. Een toren ontbreekt. Er is een rondbogig ingangsportaal met neoclassicistische stijlelementen en er zijn rondbogige vensters.